# Cardedeu (ort)
Cardedeu är en ort i Spanien.   Den ligger i provinsen Província de Barcelona och regionen Katalonien, i den östra delen av landet, 500 km öster om huvudstaden Madrid. Cardedeu ligger 199 meter över havet och antalet invånare är 16 596.
Terrängen runt Cardedeu är kuperad österut, men västerut är den platt.Runt Cardedeu är det mycket tätbefolkat, med 3 494 invånare per kvadratkilometer. Närmaste större samhälle är Granollers, 6,8 km sydväst om Cardedeu. I omgivningarna runt Cardedeu växer i huvudsak blandskog.